# Inta Kļimoviča
Inta Kļimoviča, née le 14 décembre 1951, est une ancienne athlète lettonne qui courait principalement sur 400 m pour l'Union soviétique.
Elle a ainsi remporté une médaille de bronze en relais 4 × 400 m aux Jeux olympiques d'été de 1976 avec ses compatriotes Lyudmila Aksenova, Natalia Sokolova et Nadezhda Ilyina.

## Palmarès

### Jeux olympiques
- Jeux olympiques de 1976 à Montréal (Canada)
  -  Médaille de bronze en relais 4 × 400 m

### Championnats d'Europe d'athlétisme
- Championnats d'Europe d'athlétisme de 1974 à Rome (Italie)
  -  Médaille de bronze en relais 4 × 400 m

### Championnats d'Europe d'athlétisme en salle
- Championnats d'Europe d'athlétisme en salle de 1975 à Katowice (Pologne)
  -  Médaille de bronze sur 400 m
- Championnats d'Europe d'athlétisme en salle de 1976 à Munich (Allemagne de l'Ouest)
  -  Médaille de bronze sur 400 m